# Īrar
Īrar (persiska: يزَر, ایرر, Īzar) är en ort i Iran.   Den ligger i provinsen Hormozgan, i den sydöstra delen av landet, 1 200 km sydost om huvudstaden Teheran. Īrar ligger 1 124 meter över havet och antalet invånare är 306.
Terrängen runt Īrar är varierad. Runt Īrar är det ganska glesbefolkat, med 25 invånare per kvadratkilometer. Närmaste större samhälle är Pātek, 10,6 km söder om Īrar. Trakten runt Īrar är ofruktbar med lite eller ingen växtlighet.